# Велика Грем'яча
Вели́ка Грем'яча — село в Україні, у Комишнянській селищній громаді Миргородського району Полтавської області. Населення становить 187 осіб. До 2020 року орган місцевого самоврядування — Попівська сільська рада.

## Географія
Село знаходиться за 1,5 км від села Мала Грем'яча, за 2,5 км від сіл Попівка і Шульги.
Селом протікає річка Грем'яча.

## Населення

### Мова
Розподіл населення за рідною мовою за даними перепису 2001 року:
| Мова       | Кількість | Відсоток |
| ---------- | --------- | -------- |
| українська | 185       | 98.93%   |
| російська  | 2         | 1.07%    |
| Усього     | 187       | 100%     |